# رحلة إلى الذات (فلم)
رحلة إلى الذات (بالإنجليزية: Journey to Self) هُو فيلم دراما نيجيري صدر سنة 2012، أخرجه توب أوشين وألفه وأنتجه آشيوني ميشيل راكا. الفيلم من بطولة نسي إيكبي إيتيم وآشيوني ميشيل راكا وداكور إغبيسون أكاندي وتوسان سيدو وكاثرين أوبيانغ. حصل الفيلم في حفل توزيع جوائز أكاديمية الأفلام الأفريقية التاسع على ترشيح لنيل جائزة أفضل موسيقى تصويرية. يحكي الفيلم قصة 5 أصدقاء مُنذ الطفولة، يجتمع هؤلاء في منزل صديقة ماتت للتو، وقد تركت هذه الأخيرة سلسلة من الرسائل التي تشرح فيها معاناتها خلال حياتها والتي أفضت بها في النهاية إلى «اكتشافها لذاتها».

## طاقم التمثيل
- نسي إيكبي إيتيم في دور نسي.
- آشيوني ميشيل راكا في دور ريجينا.
- داكور إغبيسون أكاندي في دور أليكس.
- كاثرين أوبيانغ في دور روم.
- توسين سيدو في دور أوتشي.
- كريس أتوه في دور دابو.
- فيمي برينارد في دور ديفيد.
- فيمي جاكوبس في دور أوزو.
- أديمي أوكنالاون في دور بنيامين.
- كالو إيكيجو في دور جو.

## الاستقبال النقدي
حصل الفيلم على تقييمات مُتباينة من النقاد. فقد حصل على تقييم 54٪ على موقع (بالإنجليزية: Nollywood Reinvented). وصف أحد المُراجعين الفيلم بأنه لا يتناسب مع صيغة نوليوود النموذجية، قائلا: «كونه ليس ما اعتدنا عليه لا يجعله فيلمًا سيئًا. كانت لديها فكرة لإيصالها، لقد أرسلت هذه الفكرة وانتهت. بشكل بسيط وقصير.» أما على موقع (بالإنجليزية: SodasandPopcorn) فقد حصل الفيلم على تنقيط 4 من أصل 5، وأعقب التقييم ما يلي: «إن الفيلم يحتوي على رسالة قوية حول اكتشاف الذات، والاستقلالية، والدفاع عن نفسك. أفضل جزء هو حقيقة أن الفيلم نجح في توصيل كل هذه الدروس بشكل فعال.»

## الجوائز
| الجائزة                                             | الفئة                    | المُستلم                                  | النتيجة |
| --------------------------------------------------- | ------------------------ | ---------------------------------------- | ------- |
| حفل توزيع جوائز الأكاديمية الأفريقية للأفلام التاسع | أفضل موسيقى تصويرية      | Tee Y Mix                                | رُشِّح     |
| جوائز أفلام نوليوود 2013                            | أفضل فيلم                | آشيوني ميشيل راكا                        | رُشِّح     |
| جوائز أفلام نوليوود 2013                            | أفضل مخرج                | توب أوشين                                | رُشِّح     |
| جوائز أفلام نوليوود 2013                            | أفضل مونتاج              | أديكونلي أديجويغبي                       | فوز     |
| جوائز أفلام نوليوود 2013                            | أفضل تصميم صوت           | كارل راكا                                | رُشِّح     |
| جوائز أفلام نوليوود 2013                            | أفضل تصميم أزياء         | يولاندا أوكيريكي                         | رُشِّح     |
| جوائز أفلام نوليوود 2013                            | أفضل مكياج               | Toby Ejiro Jeje- Philip & Korede Olowoyo | رُشِّح     |
| جوائز نوليوود للأفضل 2013                           | أفضل مُمثلة في دور مساعد  | كاثرين أوبيانغ                           | رُشِّح     |
| جوائز نوليوود للأفضل 2013                           | أفضل مُمثل طفل            | دوزي أونيريوكا                           | رُشِّح     |
| جوائز نوليوود للأفضل 2013                           | فيلم يحمل رسالة اجتماعية | آشيوني ميشيل راكا                        | فوز     |
| جوائز أفريقيا ماجيك للمشاهدين 2014                  | أفضل مونتاج صوتي         | كارل راكا                                | رُشِّح     |
| جوائز أفريقيا ماجيك للمشاهدين 2014                  | أفضل مُمثلة في فيلم درامي | نسي إيكبي إيتيم                          | فوز     |
| 2014 Nigeria Entertainment Award[بحاجة لمصدر]       | أفضل فيلم                | آشيوني ميشيل راكا                        | رُشِّح     |
| 2014 Nigeria Entertainment Award[بحاجة لمصدر]       | أفضل مُخرج                | توب أوشين                                | رُشِّح     |
| 2014 Nigeria Entertainment Award[بحاجة لمصدر]       | أفضل ممثلة               | نسي إيكبي إيتيم                          | رُشِّح     |

## روابط خارجية
رحلة إلى الذات على موقع IMDb (الإنجليزية)
- رحلة إلى الذات على موقع روتن توميتوز (الإنجليزية)
- رحلة إلى الذات على موقع قاعدة بيانات الفيلم (الإنجليزية)
- رحلة إلى الذات على موقع ليتربوكسد (الإنجليزية)